# Test di naturalizzazione
Il test di naturalizzazione è un esame che deve essere sostenuto per ottenere la cittadinanza. Viene valutato il livello di conoscenza della storia e della lingua dello Stato in questione e anche le qualifiche per il mercato del lavoro.
Il test di naturalizzazione è richiesto in Germania, negli Stati Uniti, in Canada, nei Paesi Bassi e in Austria.

## Germania

### Il regolamento comune a tutta la Repubblica federale
Dal 1º settembre 2008 tutti gli stranieri residenti in Germania che vogliono acquisire la cittadinanza devono sostenere un test di naturalizzazione, comune a tutta la Repubblica federale. I dettagli per lo svolgimento del test sono riportati nel regolamento del test di naturalizzazione.
- Il test è composto da 33 domande prese da un catalogo di 310 domande. É necessario dare 17 risposte corrette;
- Viene utilizzato un sistema a risposta multipla, ovvero ogni domanda presenta quattro risposte possibili, di cui solo una è corretta.

Il test è stato sviluppato dalla Università Humboldt di Berlino e successivamente pubblicato l’8 luglio 2008.
- Il test ha un costo di 25 euro e può essere ripetuto quante volte si vuole;
- Oltre al test, ogni Land può decidere di richiedere un colloquio orale.

#### L’accordo raggiunto alla conferenza dei ministri degli interni
Nel maggio del 2006, i ministri degli interni tedeschi si sono accordati all’unanimità sui seguenti punti:
- Gli stranieri richiedenti cittadinanza devono saper comunicare in tedesco;
- Gli stranieri richiedenti cittadinanza devono sostenere un esame di naturalizzazione comune a tutto il paese.

A questo proposito devono essere offerti corsi facoltativi che preparano al test di naturalizzazione.

#### Risultati
Un anno dopo l’introduzione del test di naturalizzazione è stata pubblicata una statistica secondo la quale il 98% dei partecipanti ha superato l‘esame al primo tentativo.
Le conoscenze linguistiche richieste devono corrispondere all’esame orale e scritto del Zertifikat Deutsch.